# フランク・ランペン
フランク・ランペン（Frank Ramppen, 1959年11月11日 - ）は、アメリカ・ニューヨーク州ニューヨーク出身の元プロ野球選手（内野手）。愛称は「ランプ」。

## 経歴
1980年にミネソタ・ツインズに入団。マイナーリーグ、主に2Aニューブリテンで内野手としてプレー。メジャー選手経験なし。
ボビー・バレンタイン監督の下で2004年～2009年は千葉ロッテマリーンズのベンチコーチを務めた。